# La Poupée qui fait non
La Poupée qui fait non is een hitsingle uit 1966 van de Franse zanger Michel Polnareff. De debuutsingle bereikte de vijfde positie in de Top 40 en bleef 14 weken in die hitlijst. Het nummer stond in de eerste vier edities van de eindejaarslijst van de Top 2000.

## NPO Radio 2 Top 2000
| Nummer met noteringen in de NPO Radio 2 Top 2000 | '99  | '00  | '01  | '02  |
| ------------------------------------------------ | ---- | ---- | ---- | ---- |
| La Poupée qui fait non                           | 1662 | 1179 | 1942 | 1884 |

1. ↑  Een vetgedrukt getal geeft de hoogste notering aan.
2. ↑  Deze tabel is bijgewerkt tot en met de laatste editie (2024).